# Ferizaj
Ferizaj, ou Uroševac (em albanês:  Ferizaj; em sérvio:  Uroševac/ Урошевац; em turco:  Ferizovik), é um município no Sul do Kosovo, localizado a cerca de 40 km ao sul da capital, Pristina. É o centro administrativo do distrito homônimo. 
O município abrange uma área de 345 km², incluindo 44 aldeias. É uma grande planície agrícola. Sua população é estimada em 170.000 habitantes.